# Livraria Bertrand
A Livraria Bertrand é a maior e mais antiga rede de livrarias de Portugal. Fundada em 1732 por Pedro Faure, a primeira livraria abriu portas na Rua Direita do Loreto. Em 1755, era o seu genro, Pierre Bertrand, quem dirigia a livraria e foi, por causa do Grande Terramoto, obrigado a instalar-se junto da Capela de Nossa Senhora das Necessidades, regressando, 18 anos depois, em 1773, à reconstruída baixa pombalina.
A Livraria Bertrand passa então a fazer parte do itinerário cultural da cidade. O Chiado de então era frequentado por Alexandre Herculano, Oliveira Martins, Eça de Queirós, Antero de Quental e Ramalho Ortigão, que por ali se deixavam ficar em conversa de amigos ou em acesas tertúlias. Pela esquina de tão prestigiada livraria passava, na verdade, a História. À Rua Garrett chegou a notícia da fuga de D. João VI para o Brasil, ali se cruzaram liberais e conservadores, mais tarde republicanos e democratas. Em Abril de 2010, a Livraria Bertrand ganhou o Guinness World Record para «os mais antigos livreiros em atividade». “Livraria Bertrand” é, assim, o nome de uma rede com 52 livrarias em todo o país, e integra o Grupo Porto Editora desde 2010.

## História

### Fundação

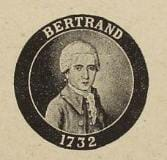
Logotipo da Livraria Bertrand em 1907 com efígie do fundador em medalhão oval.

A História do livro e das livrarias em Portugal é indissociável dos franceses. A partir do séc. XVIII registou-se a chegada de um elevado número de livreiros franceses a Portugal, entre os quais Pedro Faure, que viria a fundar a que hoje conhecemos por “Livraria Bertrand”. Lisboa contava então com a presença de vários compatriotas de Pedro Faure, desenvolvendo atividades no mesmo ramo, ao que parece, na sequência de uma tradição de fixação, entre nós, de impressores e livreiros de origem francesa. Pedro Faure, que já em 1727 se encontrava à frente de uma loja de estampas na Cordoaria Velha, abriu uma livraria em 1732, provavelmente com o seu nome, na Rua Direita do Loreto, muito próximo da atual Livraria Bertrand do Chiado.

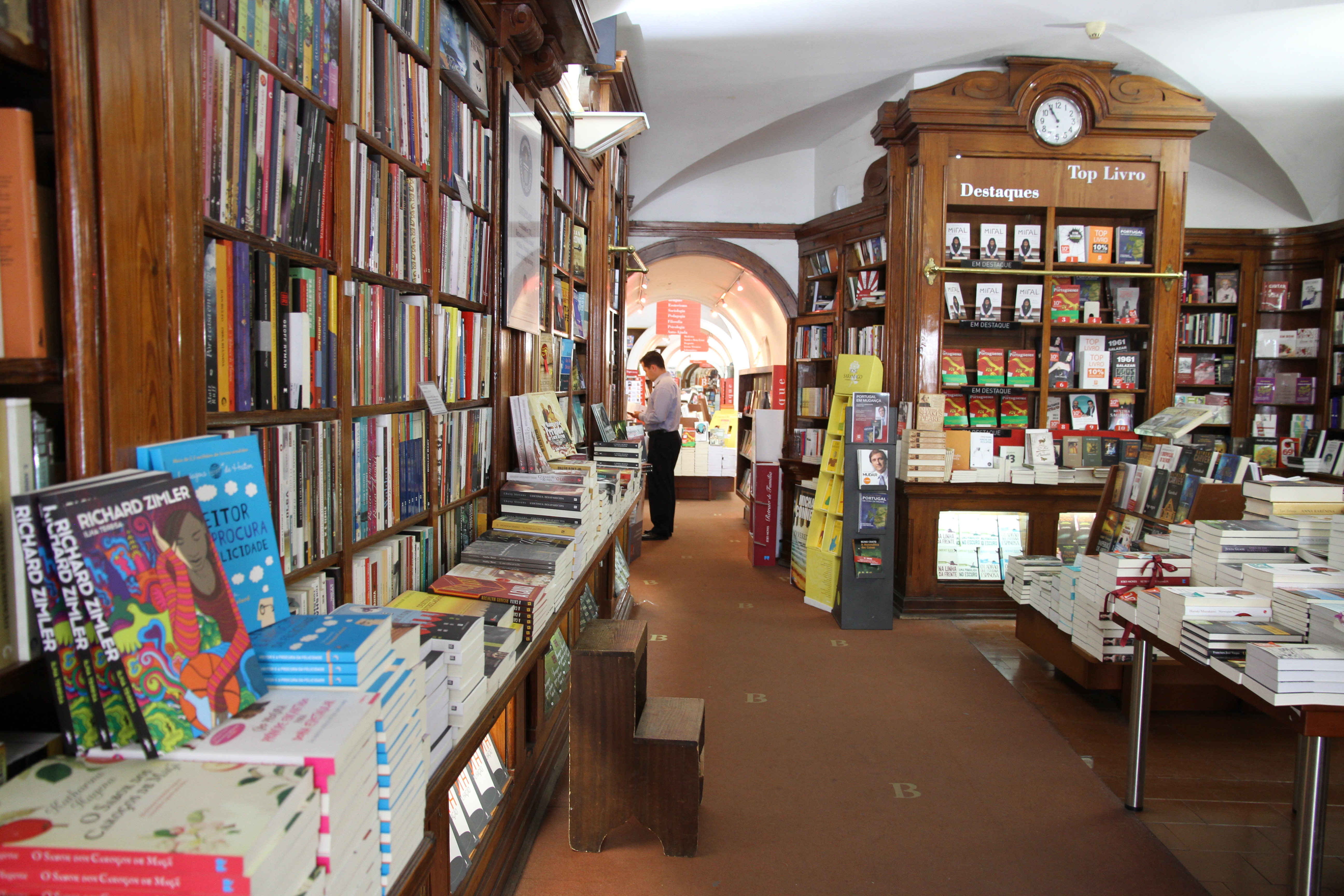
Interior da Livraria Bertrand

### Chegada de Pierre Bertrand a Portugal
Em 1742, associar-se-ia a Pierre Bertrand, recém-chegado a Lisboa e oriundo, tal como o seu sócio, de Monnestier-de-Briançon. O estabelecimento foi designado de “Pedro Faure & Bertrand”, e entretanto, para assegurar a sucessão, Pedro Faure casou a sua filha com Pierre Bertrand. Poucos anos se passaram até chegar a Lisboa um irmão de Pierre Bertrand, Jean Joseph, que integrou a sociedade. A livraria passou assim a chamar-se “Pedro Faure & Irmãos Bertrand”. 
Aquando da morte de Pedro Faure, em 11 março de 1753, os irmãos Bertrand ficaram senhores do negócio, redenominando a sociedade de "Irmãos Bertrand". O negócio corria bem, mas o terramoto de 1755 acabou por devastar a Livraria. Esta  catástrofe pôs em perigo a manutenção do negócio, que viria a ser abandonado por Pierre, mas Jean Joseph Bertrand, mais persistente, não desistiu e, vendo-se obrigado a procurar uma outra localização, instalou-se junto da Capela de Nossa Senhora das Necessidades, num local chamado “Senhor Jesus da Boa Morte”.

### Chegada à Rua Garrett
No entanto, dezoito anos depois, em 1773, regressou à reconstruída baixa pombalina, fazendo renascer a Livraria Bertrand na Rua Garrett, onde se mantém até aos dias de hoje. Com a morte de Jean Joseph, assumiram os destinos da livraria a sua esposa Marie Claire Rey Bertrand e o seu filho. A viúva, mulher ativa que sempre ajudou na gerência da sociedade, liderou os negócios da família, invariavelmente vestida de seda preta. A firma assumia doravante o circunspecto nome de “Viúva Bertrand e Filho”. 
Em 1791, o catálogo da livraria incluía 169 títulos, mas, advertia-se, muitos outros livros estavam disponíveis na loja, sem contar com os que se poderiam encomendar em várias partes do reino ou nos países estrangeiros. Com a morte de Marie Claire Rey Bertrand, sucedeu-lhe o filho Jorge Bertrand, que não tendo nem o talento nem a saúde do pai, viria a morrer antes de completar 40 anos. Assim, com o seu desaparecimento, ficaria outra viúva a liderar o destino da firma nos primeiros anos de 1800: Marianna Borel Bertrand.

### Geração de 1870
Posteriormente, em pleno século XIX, três dos filhos de Jorge e Marianna Borel Bertrand — João José, André e Francisco Xavier encarregar-se-iam dos negócios da livraria-editora. Amigos chegados de Alexandre Herculano, editaram a quase totalidade da sua obra. Foi nos corredores da Bertrand, onde passeava regularmente, que Alexandre Herculano conheceu Oliveira Martins. Nomes maiores da Geração de 1870, ali conviveram com Eça de Queiroz, Antero de Quental e Ramalho Ortigão em permanentes tertúlias políticas e literárias. 
Com a morte do último Bertrand, o negócio foi assumido por aquele que era à época o livreiro da casa e também um dos principais e fundamentais introdutores do movimento socialista em Portugal, o revolucionário José Fontana, fundador do Partido Operário Socialista, que organizou com Antero de Quental as célebres Conferências do Casino. Em 1876, vendo a sua morte iminente, fruto de uma tuberculose muito avançada, José Fontana, que foi durante 16 anos empregado da Bertrand, primeiro como livreiro e depois como gerente, suicidou-se nos armazéns da livraria. Nobre França e, depois, José Bastos, assumiram a gerência da Bertrand.

### Século XX
Mais tarde, já no século XX, a empresa evoluiu, mudou várias vezes de proprietários e foi dotada, consequentemente, de diferentes personalidades jurídicas. Em 1912, a propriedade da “Livraria Bertrand” era da firma ‘Aillaud Bastos & Alves’, editores de Paris, de Lisboa e do Rio de Janeiro. Em 1938, foi aberta a primeira livraria no Porto e, a partir de 1939, a Livraria Bertrand passou a dispor de tipografia própria. 
Em 1942, o livreiro francês Marcel Didier adquiriu a maioria do capital da Bertrand e foi sob a sua égide — e com a gestão do francês George Lucas como administrador delegado entre 1948 e 1975 — que a firma conheceu o seu máximo desenvolvimento e apogeu, transformando-se na maior distribuidora de livros e periódicos estrangeiros, abrindo livrarias por todo o país e elevando a edição a um nível notável.

### Expansão do Grupo
Em 1963, inaugurou-se uma segunda loja em Lisboa, na Avenida de Roma. Esta fotografia data de 1965, ano da campanha publicitária "O Livro e a Guerra", cujos cartazes podem ser vistos na montra. Esta campanha tinha por objetivo promover a leitura, comemorando, simultaneamente, o vigésimo aniversário do fim da Segunda Guerra Mundial. A livraria pioneira permaneceu sempre aberta no Chiado, disponibilizando uma ampla variedade de todos os tipos de livros ao longo das suas seis salas sucessivas, resultantes da abertura «faseada», ao longo do tempo, de novos espaços em frações dos edifícios adjacentes. 
Após a morte de Marcel Didier, em 1969, Georges Lucas promoveu a venda da posição dele ao financeiro português Manuel Cordo Bulhosa, nada se tendo alterado na condução dos negócios, mantendo-se o mesmo administrador-delegado e a mesma política empresarial. Em 1993, Manuel Bullosa vendeu a Bertrand a uma sociedade financeira representada por José Sotto Mayor Matoso. Em 2006, foi comprada pelo Direct Group Bertelsmann, que era o proprietário do Círculo de Leitores.

### Aquisição pela Porto Editora
Em 2010, o grupo editorial Porto Editora adquiriu a Livraria Bertrand, bem como as restantes unidades de negócio que o Direct Group detinha em Portugal, nomeadamente a Bertrand Editora e a Distribuidora de Livros Bertrand. Em Abril de 2010, a “Livraria Bertrand” ganhou o Guinness World Record para «os mais antigos livreiros em atividade», tendo ganho a Livraria Bertrand do Chiado, o Guinness World Record para «a mais antiga livraria em atividade». “Livraria Bertrand” é, assim, o nome de uma rede com 53 livrarias em todo o país, e integra formalmente o Grupo Porto Editora desde 30 de junho de 2010.
Em 2011, a Bertrand inaugura no Chiado, na sala onde José Fontana se suicidou e que durante mais de cem anos serviu de armazém, a "Sala do Autor", destinada ao lançamento de livros e tertúlias, acessível pela lateral da livraria no número 15 da Rua Anchieta.

## Contraponto Editores
A Contraponto é uma chancela do grupo Livraria Bertrand dedicada à publicação de livros de não-ficção, que, com a presente identidade editorial, está em atividade desde 2016.
No contexto da não-ficção, tem vindo a criar um catálogo constituído, sobretudo, por obras de autores portugueses. 
O perfil editorial abrangente da Contraponto tanto lhe permite apostar em memórias e biografias, como em livros de atualidade, política, história, humor, em ensaios, ou até em livros práticos.

## Cronologia
2010 — O Grupo Porto Editora adquire o Direct Group, constituído pela Editora Bertrand, Distribuidora Bertrand, Livrarias Bertrand e Círculo de Leitores. Com esta aquisição, foi formado o Grupo Bertrand Círculo.
2008 — O Direct Group Portugal adquire a Editora Pergaminho e reforça a sua posição no mercado editorial português.
2007 — Integração do Grupo Bertrand e Grupo Círculo de Leitores sob o denominador comum DirectGroup Portugal.
2006 — O Círculo de Leitores adquire o Grupo Bertrand, constituído pela Editora Bertrand, Distribuidora de Livros Bertrand e Livrarias Bertrand.
1963 — A Livraria Bertrand inaugura uma segunda loja em Lisboa, na Avenida de Roma.
1938 — Assina-se um contrato de sociedade entre a Livraria Bertrand e a Livraria Internacional do Porto (sede na Rua 31 de Janeiro, 43–46), o que marca o início da rede.
1909 — A Bertrand dispõe pela 1ª vez de oficinas próprias de impressão e de composição, situando-se na Rua da Alegria, 100 e toma o nome de “Tipografia da Antiga Casa Bertrand”.
1876 — Com a morte de José Fontana, a gerência da Bertrand é assumida por Nobre França e posteriormente por José Bastos. 
1812 — Morre Marie Bertrand e a livraria passa a ser gerida pela nora, também ela viúva, e pelos seus netos.
1791 — Com a morte de Pierre e Jean Joseph Bertrand, a viúva Marie Bertrand assume o negócio.
1773 — Após o terramoto de 1755, a Livraria renasce na Rua Garrett.
1753 — Morre Pedro Faure. A livraria passa a chamar-se “Irmãos Bertrand”.
1747 — Pedro Faure dá sociedade aos irmãos Bertrand — Pierre e Jean Joseph Bertrand. A livraria passa a chamar-se “Pedro Faure & Irmãos Bertrand”.
1732 — Pedro Faure abre a primeira livraria na esquina da Rua Direita do Loreto com a Rua do Norte em Lisboa. A livraria teria provavelmente o seu nome.